# Fonds de garantie des assurés contre la défaillance de sociétés d'assurance de personnes
 (septembre 2008).
Si vous disposez d'ouvrages ou d'articles de référence ou si vous connaissez des sites web de qualité traitant du thème abordé ici, merci de compléter l'article en donnant les références utiles à sa vérifiabilité et en les liant à la section « Notes et références ».
Pour les articles homonymes, voir Fonds de garantie et FGAP.
La loi no 99-532 du 25 juin 1999 relative à l'épargne et à la sécurité financière, complétée par le décret du no 99-688 du 3 août 1999, a créé un Fonds de garantie des assurés contre la défaillance de sociétés d'assurance de personnes (FGAP). 
Sous ce vocable se cache la parade du législateur français face au risque que constituerait la défaillance d'une société d'assurance de personnes, alors que le succès de l'assurance-vie ne se dément pas et que les sommes en jeu sont particulièrement colossales. Le risque est apparu suffisamment sérieux pour que les autorités organisent sa mutualisation obligatoire.
L'adhésion au Fonds est obligatoire pour toutes les sociétés d'assurance agréées en France qui financent le système. Lorsque l'Autorité_de_contrôle_prudentiel_et_de_résolution (ACPR) estime qu'une société d'assurance n'est plus en mesure de faire face à ses engagements envers les assurés, elle saisit le Fonds et en informe l'entreprise défaillante. Celle-ci doit alors alerter chaque assuré, qu'il soit souscripteur, adhérent ou bénéficiaire de prestations. L'ACPR lance un appel d'offres en vue du transfert d'office de tout ou partie du portefeuille de contrats de la société défaillante. 
Le Fonds intervient dans deux hypothèses :
- si aucune procédure de transfert n'a abouti, les assurés sont directement indemnisés par le Fonds, dans la limite d'un certain plafond (70 000 ou 90 000 euros) ;
- si un transfert de portefeuille a effectivement eu lieu mais que les engagements de l'entreprise cessionnaire sont inférieurs à ceux de l'entreprise cédante (ce que l'on appelle le taux de réduction), les droits des assurés non couverts par l'entreprise cessionnaire sont garantis par un versement du Fonds à cette dernière.

Le président de ce fonds est nommé par arrêté interministériel ; depuis mars 2010, son président est Jacques Courmontagne.